# 핀과 제이크의 어드벤처 타임 시즌 6
《핀과 제이크의 어드벤처 타임》의 여섯 번째 시즌은 2014년 4월 21일부터 2015년 6월 5일까지 미국 카툰 네트워크에서 방영되었다. 프레드레이터 스튜디오와 카툰 네트워크 스튜디오에서 제작한 이 작품은 종말 이후의 세상인 우 랜드에서 사는 인간 소년 핀과, 마법의 힘으로 몸의 크기와 모양을 자유자재로 변화시킬 수 있는 개 제이크의 모험을 다루고 있다.
스토리보드 작가로는 앤디 리스타이노, 콜 산체스, 톰 허피치, 스티브 울프하드, 수 킴, 솜빌레이 제이어폰, 그레이엄 폴크, 데릭 발라드, 제시 모이니핸, 애덤 무토, 켄트 오즈번, 라일 파트리지, 윤대주, 매들린 플로레스, 질리안 타마키, 샘 올던, 슬론 렁, 브랜던 그레이엄, 데이비 스와파즈, 폴리 구오, 제네바 호지슨이 참여했다. 이번 시즌에서는 유아사 마사아키와 데이비드 퍼거슨이 객원 애니메이터로 각각 〈Food Chain〉과 〈Water Park Prank〉를 제작하였다. 또한 산체스와 리스타이노가 스토리보드 작가로 마지막으로 참여한 시즌이기도 하였다. 산체스는 미니시리즈 《롱 리브 더 로열스》의 감독을 맡다가 《어드벤처 타임》에 슈퍼바이징 감독으로 다시 복귀하였고, 리스타이노는 나중에 배경 디자이너로 작품에 다시 돌아오게 된다.
시즌 6은 2부작 에피소드 〈Wake Up〉과 〈Escape from the Citadel〉로 막을 열었다. 해당 에피소드는 332만 명이 시청하며 지난 시즌 마지막 화 대비 큰 상승세를 보였다. 마지막 에피소드인 2부작 〈Hot Diggity Doom〉과 〈The Comet〉은 155만 명의 시청자 수를 기록하였다. 이번 시즌부터는 기존에 방영되던 월요일 시간대에서 벗어나 수요일에도 일부 에피소드가 방영되었다. 또한 일부 회차는 미국에서 방영되기 전 다른 국가의 카툰 네트워크에서 먼저 방영이 이루어지기도 하였다. 〈Food Chain〉은 애니상의 여러 부문에 후보로 이름을 올렸으며, 안시 국제 애니메이션 영화제에도 후보에 지명되었다. 〈Jake the Brick〉은 제67회 프라임타임 에미상에서 단편 애니메이션 상을 수상하였고, 같은 시상식에서 톰 허피치는 〈Walnuts & Rain〉 제작 공로를 인정받아 수상하기도 하였다. 작품 전체가 피바디상을 받는 쾌거를 이루기도 하였다. 이번 시즌의 DVD와 블루레이 디스크는 2016년 10월 11일 발매되었다.

## 개발

### 설정
이 작품은 종말 이후의 세상인 우 랜드에서 살고 있는 인간 소년 핀과, 마법의 힘으로 몸의 크기와 모양을 자유자재로 변화할 수 있는 개 제이크의 모험을 다루고 있다. 그 외 주요 등장인물로는 버블검 공주, 얼음 대왕, 뱀파이어 여왕 마르셀린 등이 있다. 주된 에피소드 전개로는 핀과 제이크가 이상한 생명체를 조사하거나 얼음대왕과 상대하고, 다른 이들을 돕기 위해 괴물들을 무찌르는 이야기 등이 있다. 이번 시즌에서는 핀이 자신의 아빠의 정체를 찾아내고 그와 재회하기 위해 노력하면서 생기는 이야기를 다루고 있다. 또한 킹 오브 우에게 자신의 자리를 빼앗긴 버블검 공주와 우주적 존재인 올가로그와 싸우는 핀의 모습을 끝으로 시즌이 끝난다.

### 제작

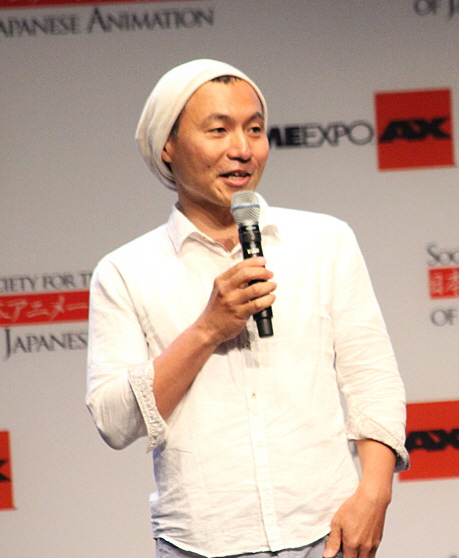
〈Food Chain〉을 제작한 유아사 마사아키.

2013년 1월 28일, 카툰 네트워크는 《어드벤처 타임》의 시즌 6 제작 확정을 알렸다. 그해 7월에는 스토리보드 아티스트인 제시 모이니핸이 여섯 번째 시즌의 제작이 시작되었다고 전했다. 이번 시즌에서는 두 편의 에피소드가 객원 애니메이터에 의해 제작되었다. 첫 번째는 〈Food Chain〉으로 일본의 애니메이터 유아사 마사아키가 자신의 스튜디오에서 해당 에피소드를 제작하였으며, 두 번째 〈Water Park Prank〉는 데이비드 퍼거슨(David Ferguson)이 감독을 맡았다.
스토리보드 작가로 앤디 리스타이노, 콜 산체스, 톰 허피치, 스티브 울프하드, 수 킴(Seo Kim), 솜빌레이 제이어폰(Somvilay Xayaphone), 그레이엄 폴크(Graham Falk), 데릭 발라드(Derek Ballard), 제시 모이니핸, 유아사 마사아키, 애덤 무토, 켄트 오즈번, 라일 파트리지(Lyle Partridge), 윤대주(Bert Youn), 매들린 플로레스(Madeleine Flores), 질리안 타마키, 샘 올던(Sam Alden), 슬론 렁(Sloane Leong), 브랜던 그레이엄, 데이비 스와파즈(Davey Swatpaz), 폴리 구오(Polly Guo), 제네바 호지슨(Geneva Hodgson)이 제작에 참여했다. 시즌 1, 3, 4에서 스토리보드를 맡았던 윤대주가 〈The Prince Who Wanted Everything〉에서 오랜만에 작품에 복귀하였다. 윤대주는 첫 번째 시즌이 끝난 뒤에는 군복무를 위해 한국으로 떠났고, 세 번째 시즌에 다시 돌아온 바가 있었다. 그 후 서울에 위치한 스튜디오 스피오의 제작에 몰두하기 위해 네 번째 시즌을 끝으로 또다시 《어드벤처 타임》을 떠났다. 윤대주에 따르면 〈The Prince Who Wanted Everything〉은 잠시 한번 정도 제작에 참여한 것 뿐이며, 자신은 《숨겨진 숲의 비밀》의 작업에 집중하고 있다고 밝혔다. 또한 이번 시즌은 산체스와 리스타이노가 스토리보드 작가로 마지막으로 참여한 시즌이기도 하였다. 리스타이노는 한 팟캐스트에서 매 시즌이 끝날 때마다 극심한 번아웃이 온다고 심경을 밝혔었다. 이후 리스타이노는 시즌 7에서 배경 디자이너로 다시 복귀하게 된다. 산체스는 미니시리즈 《롱 리브 더 로열스》의 슈퍼바이징 감독을 맡기 위해 작품을 떠났고, 시즌 8에서 《어드벤처 타임》의 슈퍼바이징 감독을 맡게 된다.
이번 시즌은 예술 감독 닉 제닝스(Nick Jenning)가 마지막으로 제작에 참여한 시즌이 되었다. 그는 카툰 네트워크의 지시로 첫 번째 시즌부터 거의 대부분의 에피소드에서 단독 예술 감독직을 수행하여 왔다. 제닝스는 《어드벤처 타임》을 떠나 2016년 리부트된 《파워퍼프걸》의 제작을 맡게 되었다. 제닝스의 후임으로는 배경 페인트 수퍼바이저였던 산드라 리(Sandra Lee)가 배정되었다. 이번 시즌 서른세 번째 에피소드 〈Jermaine〉부터는 제닝스와 리가 공동 예술 감독으로 크레딧되었다.

## 방영 및 반응

### 방영
《어드벤처 타임》은 기존에 월요일 심야 시간대에 항상 방영되었다. 그러나 이번 시즌 〈Breezy〉 부터 잦은 변화가 있었는데 일부 회차는 목요일에 방영되었으며, 〈Ghost Fly〉는 핼러윈 스페셜로 화요일에 편성이 이루어졌다. 그 이후 휴식기를 갖다가 〈Everything's Jake〉, 〈Is That You〉, 〈Jake the Brick〉, 〈Dentist〉 4편이 각각 11월 24일, 25일, 26일, 28일에 방영되었다. 추가로 마지막 에피소드를 포함한 6편이 6월 1일부터 6월 5일까지 연속 방영되었다.
일부 회차는 미국에서 방영되기 전 다른 국가의 카툰 네트워크에서 먼저 방영이 이루어지기도 하였다. 〈Evergreen〉은 11월 10일 카툰 네트워크 브라질에서 첫 방영되었고, 〈Astral Plane〉은 12월 24일 카툰 네트워크 브라질의 홈페이지를 통해 먼저 공개되었다. 〈The Visitor〉는 2015년 2월 3일 카툰 네트워크 코리아를 통해 첫 방영되었다. 마지막으로 〈Friends Forever〉와 〈Jermaine〉는 카툰 네트워크 라틴 아메리카에서 각각 2015년 4월 6일과 13일에 선공개가 이루어졌다.

### 시청자 수
2014년 4월 21일 방영된 2부작 에피소드 〈Wake Up〉과 〈Escape from the Citadel〉은 332만 명이 시청하였고, 성인 18-49 연령대 닐슨 TV 시청률에서 0.7을 기록하였다. 이는 동시간대 TV를 시청한 18세에서 49세 사이의 모든 가구 중 0.7%가 해당 에피소드를 시청하였다는 의미이다. 344만 명의 시청자 수를 기록한 지난 시즌의 오프닝 〈Finn the Human〉과 〈Jake the Dog〉에 비하여 시청자 수는 소폭 감소하였으나, 마지막 화인 〈Billy's Bucket List〉에 비하면 약 100만 명 정도의 큰 상승세를 보였다. 열일곱 번째 에피소드 〈Ghost Fly〉는 130만 명의 시청자 수에 성인 18-49 연령대 닐슨 시청률에서 0.2를 기록하며 가장 낮은 수치를 보였다. 마지막 에피소드인 2부작 〈Hot Diggity Doom〉과 〈The Comet〉은 155만 명이 시청하였고, 18-49 연령대 닐슨 시청률은 0.4를 기록하였다.

### 평가 및 수상
《디 A.V. 클럽》의 올리버 사바(Oliver Sava)는 〈Wake Up〉과 〈Escape from the Citadel〉의 리뷰에서 핀의 아버지나 저주받은 팔에 대한 가혹한 환경에 대해 묘사한 것에 대해 언급하며, 두 에피소드가 작품의 전개에 급격한 변화를 주면서 시즌 시작부터 탄력을 붙여 주었다고 평가하였다. 또한 《디 A.V. 클럽》에서 각 에피소드들에 매긴 평점에서 2편은 'C', 22편은 'B', 17편은 'A' 등급을 받았다. 추가로 2014년 최고의 TV 프로그램의 목록 중 27위에 작품을 순위 매기며 "《어드벤처 타임》은 부모라는 이름의 가장 위험한 감정의 영역에 진입하였다."라고 말하였다.
유아사 마사아키와 최은영은 〈Food Chain〉으로 애니상 후보에 올랐다. 〈Food Chain〉은 2015년 안시 국제 애니메이션 영화제 경쟁 부문에도 지명되었다. 2015년 4월 23일에는 작품 전체가 피바디상에서 최고의 어린이 부문에서 상을 수여받았다. 제67회 프라임타임 에미상에서는 〈Jake the Brick〉이 단편 애니메이션 상을 수상하였고, 톰 허피치는 〈Walnuts & Rain〉 제작 공로를 인정받아 애니메이션 부문 뛰어난 개인상을 수상받았다. 2016년 애니상에서는 〈The Diary〉와 톰 허피치가 각각 후보에 올랐다.

## 에피소드 목록
| 전체 번호 | 시즌 번호 | 제목 한국어판 제목                                               | 슈퍼바이징 감독          | 작가                                          | 본 방송 날짜     | 한국 방송 날짜   | 제작 번호 | 시청자 수 (100만) |
| --------- | --------- | ---------------------------------------------------------------- | ------------------------ | --------------------------------------------- | ---------------- | ---------------- | --------- | ----------------- |
| 157       | 1         | "Wake Up" "잠에서 깨어나라"                                      | 엘리자베스 이토          | 앤디 리스타이노, 콜 산체스                    | 2014년 4월 21일  | 2014년 9월 15일  | 1025-166  | 3.32              |
| 158       | 2         | "Escape from the Citadel" "탈옥"                                 | 애덤 무토                | 톰 허피치, 스티브 울프하드                    | 2014년 4월 21일  | 2014년 9월 16일  | 1025-163  | 3.32              |
| 159       | 3         | "James II" "제임스2"                                             | 엘리자베스 이토          | 수 킴, 솜빌레이 제이어폰                      | 2014년 4월 28일  | 2014년 9월 22일  | 1025-164  | 2.03              |
| 160       | 4         | "The Tower" "우주로 가는 탑"                                     | 안드레스 살라프          | 톰 허피치, 스티브 울프하드                    | 2014년 5월 5일   | 2014년 9월 23일  | 1025-168  | 2.10              |
| 161       | 5         | "Sad Face" "파란 코"                                             | 애덤 무토                | 그레이엄 폴크                                 | 2014년 5월 12일  | 2014년 9월 29일  | 1025-162  | 1.77              |
| 162       | 6         | "Breezy" "브리지"                                                | 안드레스 살라프          | 데릭 발라드, 제시 모이니핸                    | 2014년 6월 5일   | 2014년 9월 30일  | 1025-165  | 2.27              |
| 163       | 7         | "Food Chain" "먹이 사슬"                                         | 유아사 마사아키g 최은영c | 유아사 마사아키                               | 2014년 6월 12일  | 2014년 10월 6일  | 1025-161  | 1.97              |
| 164       | 8         | "Furniture & Meat" "가구와 고기"                                 | 엘리자베스 이토          | 앤디 리스타이노, 콜 산체스                    | 2014년 6월 19일  | 2014년 10월 7일  | 1025-171  | 1.86              |
| 165       | 9         | "The Prince Who Wanted Everything" "배움의 뜻이 넘친 왕자"       | 애덤 무토                | 애덤 무토, 켄트 오즈번, 라일 파트리지, 윤대주 | 2014년 6월 26일  | 2014년 10월 13일 | 1025-167  | 2.48              |
| 166       | 10        | "Something Big" "인생의 목적"                                    | 안드레스 살라프          | 제시 모이니핸                                 | 2014년 7월 3일   | 2014년 12월 29일 | 1025-170  | 1.95              |
| 167       | 11        | "Little Brother" "형제"                                          | 엘리자베스 이토          | 매들린 플로레스, 애덤 무토                    | 2014년 7월 10일  | 2014년 12월 30일 | 1025-172  | 2.10              |
| 168       | 12        | "Ocarina" "흙피리"                                               | 안드레스 살라프          | 톰 허피치, 스티브 울프하드                    | 2014년 7월 17일  | 2015년 1월 5일   | 1025-173  | 1.86              |
| 169       | 13        | "Thanks for the Crabapples, Giuseppe!" "꽃사과 고마워, 쥬세피!"  | 엘리자베스 이토          | 수 킴, 솜빌레이 제이어폰                      | 2014년 7월 24일  | 2015년 1월 6일   | 1025-174  | 2.18              |
| 170       | 14        | "Princess Day" "공주의 날"                                       | 엘리자베스 이토          | 수 킴, 솜빌레이 제이어폰                      | 2014년 7월 31일  | 2014년 10월 14일 | 1025-169  | 1.91              |
| 171       | 15        | "Nemesis" "적수"                                                 | 안드레스 살라프          | 데릭 발라드, 제시 모이니핸                    | 2014년 8월 7일   | 2015년 1월 12일  | 1025-175  | 1.90              |
| 172       | 16        | "Joshua & Margaret Investigations" "조슈아와 마가렛 탐정 사무소" | 엘리자베스 이토          | 앤디 리스타이노, 콜 산체스                    | 2014년 8월 14일  | 2015년 1월 13일  | 1025-176  | 2.05              |
| 173       | 17        | "Ghost Fly" "유령 파리"                                          | 콜 산체스                | 그레이엄 폴크, 콜 산체스                      | 2014년 10월 28일 | 2015년 1월 19일  | 1025-181  | 1.30              |
| 174       | 18        | "Everything's Jake" "모든 것이 제이크"                           | 콜 산체스                | 수 킴, 솜빌레이 제이어폰                      | 2014년 11월 24일 | 2015년 1월 20일  | 1025-184  | 1.59              |
| 175       | 19        | "Is That You?" "정말 너야?"                                      | 안드레스 살라프          | 제시 모이니핸                                 | 2014년 11월 25일 | 2015년 1월 26일  | 1025-182  | 1.76              |
| 176       | 20        | "Jake the Brick" "벽돌 제이크"                                   | 켄트 오즈번              | 켄트 오즈번                                   | 2014년 11월 26일 | 2015년 1월 27일  | 1025-177  | 2.00              |
| 177       | 21        | "Dentist" "치과"                                                 | 안드레스 살라프          | 톰 허피치, 스티브 울프하드                    | 2014년 11월 28일 | 2015년 4월 1일   | 1025-188  | 1.40              |
| 178       | 22        | "The Cooler" "불꽃 왕국의 위기"                                  | 콜 산체스                | 앤디 리스타이노, 콜 산체스                    | 2014년 12월 4일  | 2015년 4월 2일   | 1025-186  | 1.84              |
| 179       | 23        | "The Pajama War" "파자마 전쟁"                                   | 콜 산체스                | 수 킴, 솜빌레이 제이어폰                      | 2015년 1월 8일   | 2015년 4월 8일   | 1025-189  | 2.04              |
| 180       | 24        | "Evergreen" "에버그린"                                           | 안드레스 살라프          | 톰 허피치, 스티브 울프하드                    | 2015년 1월 15일  | 2015년 4월 9일   | 1025-178  | 1.75              |
| 181       | 25        | "Astral Plane" "영혼의 세계"                                     | 안드레스 살라프          | 제시 모이니핸, 질리안 타마키                  | 2015년 1월 22일  | 2015년 4월 15일  | 1025-180  | 1.86              |
| 182       | 26        | "Gold Stars" "황금별"                                            | 엘리자베스 이토          | 수 킴, 솜빌레이 제이어폰                      | 2015년 1월 29일  | 2015년 4월 16일  | 1025-179  | 1.85              |
| 183       | 27        | "The Visitor" "혜성과 손님"                                      | 안드레스 살라프          | 톰 허피치, 스티브 울프하드                    | 2015년 2월 5일   | 2015년 2월 3일   | 1025-183  | 1.71              |
| 184       | 28        | "The Mountain" "매튜 산"                                         | 안드레스 살라프          | 샘 올던, 제시 모이니핸                        | 2015년 2월 12일  | 2015년 4월 23일  | 1025-187  | 1.67              |
| 185       | 29        | "Dark Purple" "수상한 보랏빛"                                    | 애덤 무토                | 슬론 렁, 애덤 무토                            | 2015년 2월 19일  | 2015년 4월 29일  | 1025-185  | 2.15              |
| 186       | 30        | "The Diary" "일기"                                               | 콜 산체스                | 질리안 타마키                                 | 2015년 2월 26일  | 2015년 4월 30일  | 1025-190  | 1.91              |
| 187       | 31        | "Walnuts & Rain" "호두와 비"                                     | 안드레스 살라프          | 톰 허피치                                     | 2015년 3월 5일   | 2015년 7월 20일  | 1025-193  | 1.68              |
| 188       | 32        | "Friends Forever" "친구여 영원하라"                              | 콜 산체스                | 앤디 리스타이노, 콜 산체스                    | 2015년 4월 16일  | 2015년 7월 21일  | 1025-191  | 1.57              |
| 189       | 33        | "Jermaine" "저메인"                                              | 안드레스 살라프          | 브랜던 그레이엄, 제시 모이니핸                | 2015년 4월 23일  | 2015년 7월 27일  | 1025-192  | 1.53              |
| 190       | 34        | "Chips & Ice Cream" "칩스 앤 아이스크림"                         | 콜 산체스                | 수 킴, 솜빌레이 제이어폰                      | 2015년 4월 30일  | 2015년 7월 28일  | 1025-194  | 1.69              |
| 191       | 35        | "Graybles 1000+" "이야기 1000+"                                  | 안드레스 살라프          | 스티브 울프하드                               | 2015년 5월 7일   | 2015년 8월 3일   | 1025-195  | 1.58              |
| 192       | 36        | "Hoots" "우주 부엉이의 사랑"                                     | 애덤 무토                | 켄트 오즈번, 앤디 리스타이노                  | 2015년 5월 14일  | 2015년 8월 4일   | 1025-196  | 1.54              |
| 193       | 37        | "Water Park Prank" "워터 파크 장난"                              | 데이비드 퍼거슨          | 데이비드 퍼거슨                               | 2015년 5월 21일  | 2016년 1월 5일   | 1025-202  | 1.42              |
| 194       | 38        | "You Forgot Your Floaties" "마법 요정과 베티"                    | 안드레스 살라프          | 제시 모이니핸                                 | 2015년 6월 1일   | 2015년 8월 10일  | 1025-197  | 1.57              |
| 195       | 39        | "Be Sweet" "다정하게"                                            | 엘리자베스 이토          | 수 킴, 솜빌레이 제이어폰                      | 2015년 6월 2일   | 2015년 8월 11일  | 1025-199  | 1.67              |
| 196       | 40        | "Orgalorg" "올가로그"                                            | 안드레스 살라프          | 그레이엄 폴크                                 | 2015년 6월 3일   | 2015년 8월 17일  | 1025-198  | 1.30              |
| 197       | 41        | "On the Lam" "도망자"                                            | 엘리자베스 이토          | 수 킴, 콜 산체스, 솜빌레이 제이어폰           | 2015년 6월 4일   | 2015년 8월 24일  | 1025-201  | 1.48              |
| 198       | 42        | "Hot Diggity Doom" "다가오는 운명"                               | 안드레스 살라프          | 톰 허피치, 스티브 울프하드                    | 2015년 6월 5일   | 2015년 8월 25일  | 1025-203  | 1.55              |
| 199       | 43        | "The Comet" "혜성"                                               | 엘리자베스 이토          | 제시 모이니핸, 앤디 리스타이노                | 2015년 6월 5일   | 2015년 8월 18일  | 1025-200  | 1.55              |

- ^g 객원 감독(Guest director)
- ^c 크리에이티브 감독(Creative director)

## 홈 미디어
| 《Adventure Time: The Complete Sixth Season》                                      |                                                                                    |                                                                             |                                                                             |
| 세부 정보                                                                          | 세부 정보                                                                          | 특별 부록                                                                   | 특별 부록                                                                   |
| - 에피소드 43편 - 디스크 3개 구성 - 1.78:1 종횡비 - 영어 자막 - 돌비 스테레오 지원 | - 에피소드 43편 - 디스크 3개 구성 - 1.78:1 종횡비 - 영어 자막 - 돌비 스테레오 지원 | - 〈Food Chain〉 특별 영상 - 데모 노래 - 애니매틱스 영상 - 제작 아트 갤러리 | - 〈Food Chain〉 특별 영상 - 데모 노래 - 애니매틱스 영상 - 제작 아트 갤러리 |
| 발매 날짜                                                                          |                                                                                    |                                                                             |                                                                             |
| 지역 코드 1                                                                        | 지역 코드 4                                                                        | 지역 코드 A                                                                 | 지역 코드 B                                                                 |
| 2016년 10월 11일                                                                   | 2016년 11월 16일                                                                   | 2016년 10월 11일                                                            | 2016년 11월 16일                                                            |